# Giorgio Brigo
Giorgio Brigo (Verona, 5 maggio 1940) è un ex calciatore italiano, di ruolo centrocampista.

## Carriera
Cresciuto nell'Inter, fa il suo esordio in Coppa delle Fiere il 27 settembre 1961, in occasione dell'incontro Colonia-Inter (4-2). Con la maglia nerazzurra colleziona un'ulteriore presenza in Coppa Italia.
Nella stagione 1962-1963 passa al Parma, squadra militante in Serie B. Poi passa alla Biellese dove disputa due stagioni.

## Statistiche

### Presenze e reti nei club
| Stagione        | Club            | Campionato | Campionato | Campionato |
| Stagione        | Club            | Comp       | Pres       | Reti       |
| --------------- | --------------- | ---------- | ---------- | ---------- |
| 1961-1962       | Inter           | Serie A    | 0          | 0          |
| 1962-1963       | Parma           | Serie B    | 18         | 4          |
| Totale carriera | Totale carriera |            | 18         | 4          |